# Heinrich Madlseder
Heinrich Madlseder OSB (Taufname: Joseph; * 10. September 1713 in München; † 6. Oktober 1779 in Mallersdorf) war Benediktiner und Abt im Kloster Mallersdorf.

## Biographie
Joseph Madlseder schloss 1733 das Jesuitengymnasium München (heute: Wilhelmsgymnasium München) ab und wechselte dann als Seminarist an das Lyzeum von Sankt Paul in Regensburg. Er entschied sich zum Eintritt in das Kloster Mallersdorf. Hier legte er nach dem Noviziat am 24. Oktober 1734 die feierliche Profess ab und erhielt den Ordensnamen Heinrich. Zur theologischen Ausbildung wurde Heinrich Madlseder an das gemeinsame Studium der Bayerischen Benediktinerkongregation geschickt, das sich zu dieser Zeit in Kloster Prüfening befand. Nach Abschluss der Studien und nach der Priesterweihe wurde er Direktor und Professor im theologischen Hausstudium des Klosters Mallersdorf. Zugleich war er vier Jahre als Seelsorger in Gerabach tätig. Anschließend wurde er als Präfekt und Lehrer des Kirchenrechts an das bischöfliche Lyceum nach Freising berufen.
Nach dem Tod von Abt Heinrich Widmann wurde Heinrich Madlseder im Jahr 1758 vom Konvent von Mallersdorf zu dessen Nachfolger gewählt. Als Abt sorgte er für die Vollendung der von seinen Vorgängern begonnenen Neugestaltung der Klosterkirche. Unter ihm wurde der berühmte Hochaltar von Ignaz Günther errichtet (1768). Das Kirchenschiff erhielt seine frühklassizistische Ausmalung durch Matthias Schiffer. Die frühbarocke Kanzel wurde mit neuen Figuren versehen (wohl von Christian Jorhan d. Ä., 1776). Außerdem entstanden die kunstvollen Seitenaltäre in der dritten Seitenkapelle der Nord- und Südseite (umstritten, ob von Mathias Obermayr, 1768). Unter Abt Heinrich Madlseder wurde auch der Ausbau der Klostergebäude abgeschlossen. Er ließ den Gästebau errichten, mit dem er neue westliche Klosterhof geschlossen wurde. Das Refektorium erhielt eine neue Ausstattung. Außerdem entstand der Freskensaal, der an Wänden und Decke vollständig mit biblischen Szenen zwischen Architekturkulissen und Landschaftsausblicken ausgemalt ist (wohl ebenfalls von Matthias Schiffer).

## Werke
- Angelus in statu elevationis consideratus, et ad mentem D. Thomae Doctoris angelici nonnullis quaestionibus theologicis illustratus; pro quo In … Monasterio ad S. Joannem Apostolum, & Evangelistam in Mallerstorph. Regensburg 1736.